# Svenska mästerskapen i längdskidåkning 1918
Svenska mästerskapen i längdskidåkning 1918 arrangerades i Sundsvall.

## Medaljörer, resultat

### Herrar
| Gren             | Guld             | Guld           | Silver         | Silver         | Brons           | Brons          |
| 30 km            | Erik Winnberg    | Östersunds SK  | Anders Persson | Bollnäs GIF    | August Ångström | Umeå           |
| 60 km            | Henning Isaksson | IFK Umeå       | Johan Isaksson | IFK Umeå       | Petrus Eriksson | Östersund      |
| Lagtävling 30 km | Inga tävlingar   | Inga tävlingar | Inga tävlingar | Inga tävlingar | Inga tävlingar  | Inga tävlingar |
| Lagtävling 60 km | Inga tävlingar   | Inga tävlingar | Inga tävlingar | Inga tävlingar | Inga tävlingar  | Inga tävlingar |

### Damer
| Gren             | Guld            | Guld           | Silver         | Silver         | Brons            | Brons          |
| 10 km            | Elin Pikkuniemi | IFK Haparanda  | Karin Jonsson  | Bollnäs        | Wendla Johansson | Bollnäs        |
| Lagtävling 10 km | Inga tävlingar  | Inga tävlingar | Inga tävlingar | Inga tävlingar | Inga tävlingar   | Inga tävlingar |

### Webbkällor
- Svenska Skidförbundet